# Iñaki Elizalde Bandrés
Iñaki Elizalde Bandrés (Pamplona, 17 de maig de 1970) és un guionista i director de cinema navarrès. Va estudiar geografia, història i estètica del cinema a la Universitat de Navarra i a la UNED, així com direcció cinematogràfica al Centre d'Estudis Cinematogràfics de Catalunya (1991-1994).
El 1994 va realitzar el seu primer curtmetratge, Gernika, i el seu tercer curtmetratge, Patesnak, un cuento de Navidad (1998), fou nominat al Goya al millor curtmetratge de ficció i va guanyar el gran premi del Festival Internacional de Documentals i Curtmetratges de Bilbao (Zinebi). El mateix any va rodar el curtmetratge Lorca, protagonitzat per Miguel Bosé i Juan Diego. El 2000 fou nominat al Goya al millor curtmetratge documental per El olvido de la memoria, documental sobre els camps de refugiats de Bòsnia rodat a Albània. El 2012 rodaria el seu primer llargmetratge, Baztan sobre la minoria navarresa dels agotes i que fou nominada a la millor pel·lícula basca al Zabaltegi del Festival Internacional de Cinema de Sant Sebastià 2012.

## Filmografia
- Baztan (2012)
- Querer (2005)
- El olvido de la memoria (1999)
- Patesnak, un cuento de Navidad (1998)
- Lorca (1998)
- Agurra (1996)
- Gernika (1994)